# Willy Braque
Willy Braque, nom de scène de Guy Peyraud né le 28 juin 1933 à Roanne et mort le 26 mai 2022 à Clichy, est un cascadeur, acteur et réalisateur français.

## Filmographie partielle

### Acteur
- 1952 : Le Chemin de Damas de Max Glass
- 1962 : Les Culottes rouges d'Alex Joffé
- 1963 : Des frissons partout de Raoul André
- 1963 : Le Concerto de la peur de José Bénazéraf
- 1963 : Un drôle de paroissien de Jean-Pierre Mocky
- 1963 : La Mort d'un tueur de Robert Hossein
- 1964 : Aimez-vous les femmes ? de Jean Léon
- 1964 : Lucky Jo de Michel Deville
- 1964 : L'Abonné de la ligne U de Yannick Andréi
- 1964 : La Nuit la plus longue ou L'Enfer dans la peau de José Bénazéraf
- 1965 : Mission spéciale à Caracas de Raoul André + cascade de la Versailles plongeant dans le port du Havre
- 1966 : La Longue Marche d'Alexandre Astruc
- 1966 : Massacre pour une orgie de Jean-Pierre Bastid
- 1969 : Bartleby de Jean-Pierre Bastid
- 1972 : La Guerre des espions de Jean-Louis Van Belle
- 1973 : Jeunes filles impudiques de Jean Rollin
- 1974 : Les Démoniaques (ou Deux vierges pour Satan) de Jean Rollin
- 1974 : Les Chatouilleuses de Jesús Franco
- 1974 : Les Grandes Emmerdeuses de Jess Franco
- 1974 : L'Homme le plus sexy du monde de Jess Franco
- 1975 : La Planque 2 de José Bénazéraf
- 1975 : Lèvres de sang de Jean Rollin
- 1976 : Amours collectives de Jean-Pierre Bouyxou
- 1985 : La Mariée rouge de Jean-Pierre Bastid (TV)

### Réalisateur
- 1967 : Amnésie 25 (court métrage)
- 1969 : Chute libre (court métrage)
- 1971 : La Secte du diable